# Светско првенство у атлетици на отвореном 2003 — 10.000 метара за мушкарце
Такмичења у трци на 10.000 метара у мушкој конкуренцији на 9. Светском првенству у атлетици 2003. у Паризу одржано је 23. августа на стадиону Стад де Франс.
Титулу освојену у 2001. у Едмонтону бранио је Чарлс Ваверу Камати из Кеније.

## Земље учеснице
Учествовала су 23 такмичара из 14 земаља.
| 1. Етиопија (3) 2. Ирска (1) 3. Јапан (1) 4. Катар (1) 5. Кенија (4) 6. Мексико (2) 7. Немачка (1) | 1. Нови Зеланд (1) 2. САД (3) 3. Танзанија (2) 4. Уједињено Краљевство (1) 5. Француска (1) 6. Холандија (1) 7. Шпанија (1) |

## Освајачи медаља
| Освајачи медаља |                    |              |  |  |  |  |
|                 |                    |              |  |  |  |  |
|                 |                    |              |  |  |  |  |
|                 |                    |              |  |  |  |  |
| Кенениса Бекеле | Хаиле Гебрселасије | Силеши Сихин |  |  |  |  |
| Етиопија        | Етиопија           | Етиопија     |  |  |  |  |

## Рекорди
Списак рекорда у трци на 10.000 метара пре почетка светског првенства 23. августа 2003. године:
| Рекорди пре почетка Светског првенства 2003.  | Рекорди пре почетка Светског првенства 2003. | Рекорди пре почетка Светског првенства 2003. | Рекорди пре почетка Светског првенства 2003. | Рекорди пре почетка Светског првенства 2003. | Рекорди пре почетка Светског првенства 2003. |
| --------------------------------------------- | -------------------------------------------- | -------------------------------------------- | -------------------------------------------- | -------------------------------------------- | -------------------------------------------- |
| Олимпијски рекорд                             | Хаиле Гебрселасије                           | Етиопија                                     | 27:07,34                                     | Атланта, САД                                 | 29. јул 1996.                                |
| Светски рекорд                                | Хаиле Гебрселасије                           | Етиопија                                     | 26:22,75                                     | Хенгело, Холандија                           | 1. јун 1998.                                 |
| Рекорд светских првенстава                    | Хаиле Гебрселасије                           | Етиопија                                     | 27:12,95                                     | Гетеборг, Шведска                            | 8. август 1995.                              |
| Најбољи резултат сезоне                       | Кенениса Бекеле                              | Етиопија                                     | 26:53,70                                     | Хенгело, Холандија                           | 1 јун 2003.                                  |
| Афрички рекорд                                | Хаиле Гебрселасије                           | Етиопија                                     | 26:22,75                                     | Хенгело, Холандија                           | 1. јун 1998.                                 |
| Азијски рекорд                                | Тошинари Такаока                             | Јапан                                        | 27:35,09                                     | Пало Алто, САД                               | 4. мај 2001.                                 |
| Европски рекорд                               | Мохамед Мурит                                | Белгија                                      | 26:52,30                                     | Брисел, Белгија                              | 3. септембар 1999.                           |
| Северноамерички рекорд                        | Артуро Бариос                                | Мексико                                      | 27:08,23                                     | Западни Берлин, Западна Немачка              | 18. август 1989.                             |
| Јужноамерички рекорд                          | Антонио Фабијан Силио                        | Аргентина                                    | 27:38,72                                     | Брисел, Белгија                              | 3. септембар 1993.                           |
| Океанијски рекорд                             | Шон Крајтон                                  | Аустралија                                   | 27:31,92                                     | Мелбурн, Аустралија                          | 25. новембар 1996.                           |
| Рекорди остварени на Светском првенству 2003. |                                              |                                              |                                              |                                              |                                              |
| Рекорд светских првенстава                    | Кенениса Бекеле                              | Етиопија                                     | 26:49,57                                     | Париз, Француска                             | 24. август 2003.                             |
| Азијски рекорд                                | Ахмад Хасан Абдулах                          | Катар                                        | 27:18,28                                     | Париз, Француска                             | 24. август 2003.                             |

### Најбољи резултати 2003. години
Десет најбржих светских атлетичара на 10.000 метара пре почетка светског првенства (23. августа 2003) заузимало је следећи пласман.
| 1.  | Кенениса Бекеле      | Етиопија         | 26:53,70 | 1. јун    |
| 2.  | Хаиле Гебрселасије   | Етиопија         | 26:54,58 | 1. јун    |
| 3.  | Силеши Сихин         | Етиопија         | 26:58,76 | 1. јун    |
| 4.  | Чарлс Ваверу Камати  | Кенија           | 27:29,12 | 20. јул   |
| 5.  | Хосе Риос            | Шпанија          | 27:29,60 | 20. јул   |
| 6.  | Хосе Мануел Мартинез | Шпанија          | 27:30,56 | 20. јул   |
| 7.  | Фабијано Џозеф Наси  | Танзанија        | 27:32,81 | 5. јул    |
| 8.  | Теодоро Вега         | Мексико          | 27:37,49 | 20. јул   |
| 9.  | Гилберт Окари        | Кенија           | 27:40,9h | 6. август |
| 10. | Алан Калпепер        | Сједињене Државе | 27:41,90 | 2. мај    |

Такмичари чија су имена подебљана учествовали су на СП 2003.

## Сатница
| Датум            | Резултат | Коло   |
| ---------------- | -------- | ------ |
| 24. август 2003. | 19:00    | Финале |

## Резултати

### Финале
Такмичење је одржано 24. августа 2003. године у 19:00.,
| Пласман | Атлетичар            | Земља                | ЛР          | ЛРС      | Резултат | Белешка |
| ------- | -------------------- | -------------------- | ----------- | -------- | -------- | ------- |
|         | Кенениса Бекеле      | Етиопија             | 26:53,70    | 26:53,70 | 26:49,57 | РСП     |
|         | Хаиле Гебрселасије   | Етиопија             | 26:22,75 СР | 26:54,58 | 26:50,77 | ЛРС     |
|         | Силеши Сихин         | Етиопија             | 26:58,76    | 26:58,76 | 27:01,44 |         |
| 4.      | Ахмад Хасан Абдулах  | Катар                | 26:50,67    | 28:17,5  | 27:18,28 | АЗР, НР |
| 5.      | Џон Черијот Корир    | Кенија               | 26:52,87    | 27:59,18 | 27:19,94 | ЛРС     |
| 6.      | Wilberforce Talel    | Кенија               | 27:36,48    | 28:09,76 | 27:33,60 | ЛР      |
| 7.      | Чарлс Ваверу Камати  | Кенија               | 26:51,49    | 27:29,12 | 27:45,05 |         |
| 8.      | Камил Масе           | Холандија            | 27:26,29    |          | 27:45,46 | ЛРС     |
| 9.      | Карл Кеска           | Уједињено Краљевство | 27:44,09    | 27:56,37 | 27:47,89 | ЛРС     |
| 10.     | Ismaïl Sghyr         | Француска            | 27:12,39    | 27:45,14 | 27:54,87 |         |
| 11.     | Давид Галван         | Мексико              | 27:37,69    | 27:44,85 | 27:55,31 |         |
| 12.     | Џон Јуда Мсури       | Танзанија            | 27:06,17    |          | 27:56,21 | ЛРС     |
| 13.     | Фабијано Жозеф       | Танзанија            | 27:32,81    | 27:32,81 | 28:06,36 |         |
| 14.     | Алан Калпепер        | САД                  | 27:33,93    | 27:41,90 | 28:14,92 |         |
| 15.     | Теодоро Вега         | Мексико              | 27:37,49    | 27:37,49 | 28:31,71 |         |
| 16.     | Мебратом Кефлезиги   | САД                  | 27:13,98    | 27:57,59 | 28:35,08 |         |
| 17.     | Катал Ломбард        | Ирска                | 28:05,27    | 28:05,27 | 28:36,43 |         |
| 18.     | Томо Цубота          | Јапан                | 27:51,85    | 27:58,98 | 28:37,10 |         |
| 19.     | Данијел Браун        | САД                  | 27:47,04    | 28:03,48 | 29:01,60 |         |
|         | Дитер Бауман         | Немачка              | 27:21,53    | 28:28,47 | НЗ       |         |
|         | Салим Кипсанг        | Кенија               | 27:32,97    | 28:22,5  | НЗ       |         |
|         | Мајкл Ајш            | Нови Зеланд          | 28:00,96    | 28:01,19 | НЗ       |         |
|         | Хосе Мануел Мартинез | Шпанија              | 27:30,56    | 27:30,56 | НС       |         |

Подебљани лични рекорди су и национални рекорди земље коју такмичар представља

### Пролазна времена (финала)
| Дистанца | Атлетичар          | Земља    | Резултат |
| -------- | ------------------ | -------- | -------- |
| 1.000 м  | Мебратом Кефлезиги | САД      | 2:52,01  |
| 2.000 м  | Мебратом Кефлезиги | САД      | 5:36,76  |
| 3.000 м  | Салим Кипсанг      | Кенија   | 8:24,72  |
| 4.000 м  | Хаиле Гебрселасије | Етиопија | 11:10,77 |
| 5.000 м  | Кенениса Бекеле    | Етиопија | 13:52,33 |
| 6.000 м  | Хаиле Гебрселасије | Етиопија | 16:26,85 |
| 7.000 м  | Хаиле Гебрселасије | Етиопија | 19:05,14 |
| 8.000 м  | Хаиле Гебрселасије | Етиопија | 21:42,58 |
| 9.000 м  | Хаиле Гебрселасије | Етиопија | 24:20,56 |